# Ray P. Chase
Ray Park Chase (* 12. März 1880 im Anoka County, Minnesota; † 18. September 1948 in Anoka, Minnesota) war ein US-amerikanischer Politiker. Zwischen 1933 und 1935 vertrat er den Bundesstaat Minnesota im US-Repräsentantenhaus.

## Werdegang
Ray Chase besuchte die öffentlichen Schulen seiner Heimat und danach bis 1903 die University of Minnesota. Zwischen 1904 und 1914 arbeitete er als Drucker und Verleger; von 1916 bis 1920 war er stellvertretender Revisor und Landbeauftragter der Staatsregierung von Minnesota. Nach einem Jurastudium am St. Paul College of Law wurde er im Jahr 1919 als Rechtsanwalt zugelassen. Allerdings arbeitete er damals nicht in diesem Beruf. Stattdessen war Chase zwischen
1921 und 1931 weiterhin Staatsrevisor und Landbeauftragter.
Politisch war Chase Mitglied der Republikanischen Partei. Im Jahr 1930 kandidierte er erfolglos für das Amt des Gouverneurs von Minnesota; er unterlag Floyd B. Olson von der Farmer-Labor Party. Bei den Kongresswahlen des Jahres 1932, die ausnahmsweise staatsweit abgehalten wurden, wurde er für den zweiten Sitz von Minnesota in das US-Repräsentantenhaus in Washington, D.C. gewählt, wo er am 4. März 1933 die Nachfolge von Frank Clague antrat. Da er im Jahr 1934 von seiner Partei nicht mehr für eine weitere Legislaturperiode nominiert wurde, konnte er bis zum 3. Januar 1935 nur eine Amtszeit im Kongress absolvieren. In dieser Zeit wurde durch den 21. Verfassungszusatz der 18. Zusatzartikel aus dem Jahr 1919 widerrufen. Dabei ging es um das Verbot des Handels mit alkoholischen Getränken, das sogenannte Prohibitionsgesetz.
Nach dem Ende seiner Zeit im US-Repräsentantenhaus arbeitete Ray Chase zwischen 1935 und 1943 als Anwalt. Dabei spezialisierte er sich auf Rechtsfragen im Bereich der Forschung. Zwischen 1944 und 1948 war Chase Mitglied der Eisenbahn- und Lagerkommission (Railroad and Warehouse Commission) des Staates Minnesota. Er starb am 18. September 1948 in Akona.